# Koryu bujutsu
Kobudo leder hit. Vapenarterna från Ryukyu-öarna hittas på Ryukyu kobujutsu
Koryū bujutsu eller koryū budō (古流武道) är de skolor inom japansk stridskonst (budō) som skapats före 1868. 

## Etymologi
"Ko" (古), som förekommer i "koryū", "kobudō" och "kobujutsu", betyder "gammal" eller "antik".
Alternativ för gammal japansk budō är kobudō (古武道) eller kobujutsu, där "ko" betyder gammal. Träningen kan vara vapenbaserad, helt vapenlös eller en kombination. I Japan ser man ingen skillnad mellan kobujutsu och kobudō.

## Okinawansk kobudō
Kobudō får inte sammanblandas med okinawansk kobudō, som kan användas att sammantaget beskriva alla okinawanska stridssystem.  Dessa är helt väsensskilda från och i grunden orelaterade med japanska system. I västvärlden associeras ofta båda begreppen kobujutsu och kobudō med vapenskolorna på Ryukyuöarna vid Okinawa. Ett samlingsnamn för dem är Ryukyu kobujutsu. Termen kobudō bör därför inte som populärt brukas användas för att beskriva de antika vapensystemen från Okinawa.
Även om några av de skolorna klassificeras som koryū, så innehåller begreppet kobudō betydligt mer. De traditionella skolorna från japanska fastlandet lär mycket sällan ut tekniker med vapen som sai, tonfa och nunchaku, vilket annars är karakteristiskt för Ryukyu-stilarna. En stor del av den japanska jujutsun kategoriseras som kobudō.

## Japan
Klassificeringen som koryū är hårt reglerad i Japan. Som överhuvud (sōke) för en koryū måste man kunna bevisa att arvet är autentiskt och dessutom att man har en obruten arvslinje. Detta innebär att skolan måste ha förts vidare genom att föregående soke formellt lämnat över till sin efterträdare, i varje steg. Anledningen till att detta är strikt uppstyrt är att det har varit (och är fortfarande) många som försöker fuska. Kopior på de flesta skolors makimono (skriftrullar som bevisar arvet) finns att köpa på antikvariat runt om i Japan (för en smärre förmögenhet). Politiska konflikter mellan skolor som utger sig för att vara, och även tror sig vara, autentiska förekommer på löpande band.
En instans som handhar denna klassificering är Nihon kobudō kyōkai. Här har man registrerat 81 skolor som är bevarade sedan Edo-perioden. (Den perioden tog slut 1867 då kejsar Meiji avskaffade shogunatet under familjen Tokugawa. Samurajerna förbjöds också att bära svärd.) Ett fåtal av dessa skolor finns representerade i Sverige. Exempel på dessa är:
- Tenshin Shōden Katori Shintō-ryū
- Hoki Ryu
- Hontai Yoshin Ryu
- Muso Jikiden Eishin Ryu
- Muso Shinden Ryu
- Shindo Muso Ryu
- Yagyu Shingan Ryu
- Tendo-ryu

Modern japansk kampkonst som inte är kobudō kallas gendai budo eller shin-budo och några exempel på sådana arter är den moderna kendo, aikido, judo, karate, taido, kyudo m.fl.